# تشارلز كورت
تشارلز كورت (بالإنجليزية: Charles Court)‏ هو سياسي أسترالي، ولد في 29 سبتمبر 1911 في كرولي في المملكة المتحدة، وتوفي في 22 ديسمبر 2007 في أستراليا. حزبياً، نشط في الحزب الليبرالي الأسترالي. وقد انتخب عضو الجمعية التشريعية لأستراليا الغربية وانتخب Premier of Western Australia ‏ (8 أبريل 1974 – 25 يناير 1982).